# Nowa Atlantyda

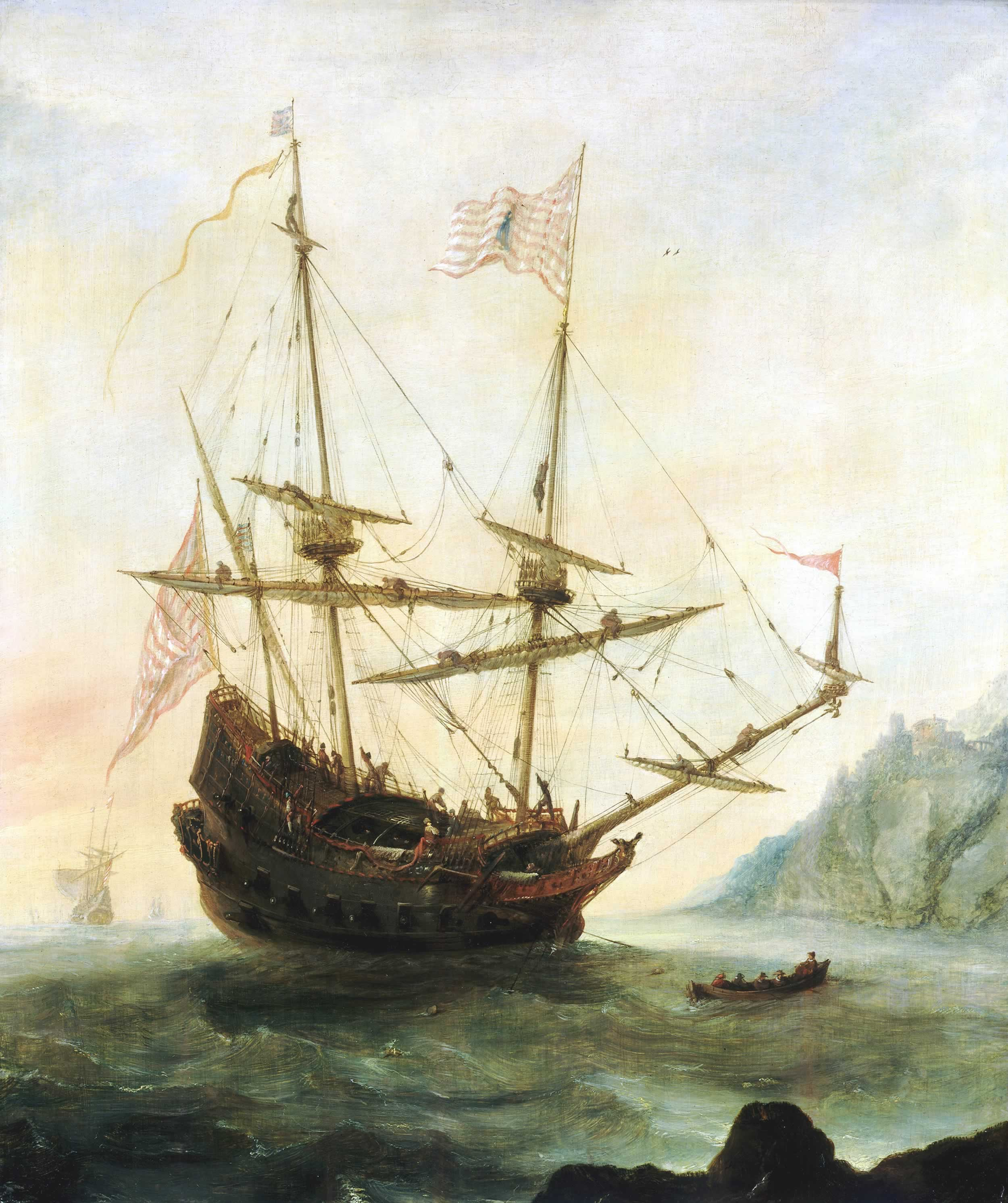
Santa Maria Krzysztofa Kolumba

Nowa Atlantyda – nieukończona utopijna powieść autorstwa Francisa Bacona, napisana w 1623 roku. Inspiracją dla tematyki powieści było Christianopolis autorstwa J.V. Andreae.
Opisuje mityczną krainę, Bensalem, która miała być zlokalizowana na zachodnim wybrzeżu Ameryki. Podstawą społeczeństwa są tam małżeństwa i rodziny. Mieszkańcy wykazujący się najwyższym stopniem inteligencji uczęszczają do szkoły zwanej Dom Salomona, gdzie przeprowadzają eksperymenty, których celem jest poznanie natury. Według Jamesa Gunna realizacją idei Domu Salomona było Królewskie Towarzystwo Filozoficzne.